# Лаймстоун-Крік (Флорида)
Лаймстоун-Крік (англ. Limestone Creek) — переписна місцевість (CDP) в США, в окрузі Палм-Біч штату Флорида. Населення — 1316 осіб (2020).

## Географія
Лаймстоун-Крік розташований за координатами 26°56′34″ пн. ш. 80°8′27″ зх. д. / 26.94278° пн. ш. 80.14083° зх. д. (26.942732, -80.140703).  За даними Бюро перепису населення США в 2010 році переписна місцевість мала площу 1,00 км², уся площа — суходіл.

## Демографія
Згідно з переписом 2010 року, у переписній місцевості мешкало 1014 осіб у 286 домогосподарствах у складі 233 родин. Густота населення становила 1010 осіб/км².  Було 319 помешкань (318/км²).
Расовий склад населення:
| - 61,8 % — чорних або афроамериканців - 23,3 % — білих - 1,4 % — азіатів - 0,7 % — корінних американців - 9,5 % — осіб інших рас |

До двох чи більше рас належало 3,4 %. Частка іспаномовних становила 18,4 % від усіх жителів.
За віковим діапазоном населення розподілялося таким чином: 33,7 % — особи молодші 18 років, 61,3 % — особи у віці 18—64 років, 5,0 % — особи у віці 65 років та старші. Медіана віку мешканця становила 28,7 року. На 100 осіб жіночої статі у переписній місцевості припадало 105,3 чоловіків;  на 100 жінок у віці від 18 років та старших — 100,6 чоловіків також старших 18 років.
Середній дохід на одне домашнє господарство  становив 53 802 долари США (медіана — 43 500), а середній дохід на одну сім'ю — 61 580 доларів (медіана — 63 000). За межею бідності перебувало 7,2 % осіб, у тому числі 2,8 % дітей у віці до 18 років та 43,3 % осіб у віці 65 років та старших.
Цивільне працевлаштоване населення становило 496 осіб. Основні галузі зайнятості: освіта, охорона здоров'я та соціальна допомога — 31,9 %, мистецтво, розваги та відпочинок — 13,7 %, роздрібна торгівля — 13,5 %.